# 本頓鎮區 (愛荷華州靈戈爾德縣)
本頓鎮區（英語：Benton Township）是位於美國愛荷華州靈戈爾德縣的一個行政鎮區。

## 地方資料
根據2010年美國人口普查的數據，本頓鎮區的面積為76.07平方千米，當中陸地面積為75.76平方千米，而水域面積為0.31平方千米。當地共有人口110人，而人口密度為每平方千米1.45人。